# Lobelia homophylla
Lobelia homophylla är en klockväxtart som beskrevs av Franz Elfried Wimmer. Lobelia homophylla ingår i släktet lobelior, och familjen klockväxter.
Artens utbredningsområde är Florida. Inga underarter finns listade i Catalogue of Life.